# Horbach (Erlenbach)
Der Horbach ist ein etwa 8,5 Kilometer langer Mittelgebirgsbach im Pfälzerwald, der innerhalb des rheinland-pfälzischen Landkreises Südliche Weinstraße verläuft und von links in den Erlenbach mündet.

## Geographie

### Verlauf
Der Horbach entspringt auf einer Höhe von 230 m ü. NHN im Wasgau auf der Waldgemarkung von Gleiszellen-Gleishorbach. Er fließt zunächst in die südöstliche Richtung durch das Naturschutzgebiet Haardtrand – Lehnsberg und erreicht kurze Zeit später das Siedlungsgebiet des Ortsteils Gleishorbach und ändert dort seine Fließrichtung nach Nordosten beziehungsweise Osten. Am östlichen Siedlungsrand unterquert der Bach die Bundesstraße 48, die in diesem Bereich mit der Deutschen Weinstraße identisch ist.
Im Anschluss ist er für den gesamten restlichen Verlauf Teil des Landschaftsschutzgebiets Erlenbach-Horbachtal. Er bildet weiter östlich – erneut in die südöstliche Richtung verlaufend – die nordöstliche Gemarkungsgrenze der Ortsgemeinden Niederhorbach und Barbelroth, ohne deren Siedlungsgebiet zu berühren. In diesem Bereich nimmt er von rechts mit dem Hirtenbach seinen stärksten Zufluss auf. Auf dessen Höhe tritt der Horbach in ein Waldgebiet ein und unterquert dabei die Bahnstrecke Winden–Bad Bergzabern.
Südlich von dieser mündet er schließlich auf einer Höhe von 137 m ü. NHNnördlich von Hergersweiler von links in den Erlenbach. Sein 8,53 km langer Lauf endet 93 Höhenmeter unterhalb seiner Quelle, was einem mittleren Sohlgefälle von 11 ‰ entspricht.

### Zuflüsse
Von der Quelle zur Mündung
- Brühlgraben (links), 0,7 km, 1,12 km²
- Bach vom Oberbuschen  (links), 1,2 km, 0,79 km²
- Hirtenbach (rechts), 7,1 km, 7,01 km²
- Steinfelsbach (rechts), 1,3 km, 0,81 km²